# Syndactylactis chuni
Syndactylactis chuni is een Cerianthariasoort uit de familie van de Cerianthidae. De wetenschappelijke naam van de soort is voor het eerst geldig gepubliceerd in 1924 door Carlgren.